# Javaanse bospatrijs
De Javaanse bospatrijs (Arborophila javanica) is een vogel uit de familie fazantachtigen (Phasianidae). De wetenschappelijke naam van de soort is voor het eerst geldig gepubliceerd in 1879 door Gmelin.

## Voorkomen
De soort komt voor op Java en telt 2 ondersoorten:
- A. j. javanica: westelijk en het westelijke deel van Centraal-Java.
- A. j. lawuana: het oostelijke deel van Centraal-Java.

## Beschermingsstatus
Op de Rode Lijst van de IUCN heeft de soort de status veilig.